# Fortunat Huber
Fortunat Huber (* 27. September 1896 in Zürich; † 22. Oktober 1984 in Horgen) war ein Schweizer Unternehmer, Verleger und Schriftsteller.

## Leben
Fortunat Huber wurde am 27. September 1896 in Zürich als Sohn des Kaufmanns Rudolf und der Luise Wilhelmine (geborene Salis) in Zürich geboren.
Huber, der 1929 Ellinor Gisela (geborene Vögeli) heiratete, starb am 22. Oktober 1984 in Horgen.

## Beruflicher Werdegang
Huber studierte zunächst Theologie, danach Nationalökonomie, Psychologie und Philosophie an der Universität Bern. 1923 erlangte er den Doktortitel mit einer Dissertation «Über das Wesen der Nationalökonomie». Zusammen mit seiner Schwester Elisabeth und seinem Schwager Adolf Guggenbühl begründete er 1925 die Zeitschrift Schweizer Spiegel sowie den gleichnamigen Verlag. Während der 1930er und -40er Jahre wurde in dieser Zeitschrift ein neuer, amerikanischer Lebensstil propagiert. Zudem stellte sie sich in den Dienst der geistigen Landesverteidigung. Schriftstellerisch tätig – teilweise unter dem Pseudonym Richard Zaugg – war er zumeist als Verfasser humoristischer Werke.

## Werke (Auswahl)
- Das Verhältnis der Nationalökonomie zur Psychologie. Basel: Kober 1923. (Diss. Phil. I, Univ. Bern).
- Die Welt ist so schlecht, Fräulein Betty, und andere Bekenntnisse. Zürich: Schweizer Spiegel Verlag 1934.
- Jean Lioba, Priv.-Doz. oder die Geschichte mit dem Regulator. Humoristischer Roman. Zürich: Guggenbühl & Huber; Leipzig: Schweizer Spiegel Verlag 1935.
- Schweizer Ehebüchlein. Aussprüche von Denkern und Dichtern. Hrsg. von Bernhard Adank. Mit 5 Zeichnungen von Hans Aeschbach. Zürich: Schweizer Spiegel Verlag 1947.
- Die Glocken der Stadt X und andere Geschichten. Zürich: Schweizer Spiegel Verlag 1950.